# Cymothoe fontainei
Cymothoe fontainei is een vlinder uit de onderfamilie Limenitidinae van de familie Nymphalidae. De wetenschappelijke naam van de soort is voor het eerst geldig gepubliceerd in 1952 door Frans Overlaet.